# Emmerich (stacja kolejowa)
Emmerich (niem: Bahnhof Emmerich) – stacja kolejowa w Emmerich am Rhein, w regionie Nadrenia Północna-Westfalia, w Niemczech. Stacja znajduje się na linii kolejowej Oberhausen – Arnhem. Według klasyfikacji Deutsche Bahn dworzec posiada kategorię 4.

## Historia
Stacja została otwarta w 1856 roku przez Köln-Mindener Eisenbahn-Gesellschaft na linii Oberhausen-Arnhem i była ostatnią stacją przed Holandią, więc już wtedy pełniła ważną funkcję jako stacja graniczna. Ponieważ w przeszłości większość pociągów z Hagi kursowało linią Oberhausen-Arnhem, to wszystkie z nich przejeżdżały przez Emmerich.
W latach 1909–1929 do Emmerich kursował tramwaj z holenderskiego Zutphen i w latach 1918-1945 istniała także Kleinbahn Wesel-Rees-Emmerich.
16 marca 1961 połączono niemiecką i holenderską odprawę graniczną na towarowej linii kolejowej Emmerich-Zevenaar na dworcu Emmerich.

## Opis
Stacja kolejowa znajduje się około jeden kilometr na północny wschód od centrum miasta, na dwutorowej zelektryfikowanej linii do Holandii. Stacja posiada dwa perony i 4 tory dla ruchu pasażerskiego. Na północ od peronów znajduje się towarowa stacja rozrządowa.
Budynek stacji jest połączony przejściem podziemnym z peronami. Tuż obok przejścia znajduje się postój taksówek i dworzec autobusowy.
W ramach modernizacji NRW-Modernisierungsoffensive 2 (MOF 2) dla małych i średnich stacji, peron przy budynku dworca został zmodernizowany w 2014 roku. 2 peron ma zostać przebudowany w 2015.

## Linie kolejowe
- Oberhausen – Arnhem